# Windley
Windley est une paroisse civile et un village du Derbyshire, en Angleterre.